# Société de l'histoire et du patrimoine de l'ordre de Malte
La Société de l'histoire et du patrimoine de l'ordre de Malte est une association française reconnue d'utilité publique.

## Historique
La Société de l'histoire et du patrimoine de l'ordre de Malte est une association française fondée en 1986. Elle est née de la fusion de deux sociétés : la Société de l'histoire de l'ordre de Malte, créée en 1947 par Thierry Michel de Pierredon et le Baron Meurgey de Tupigny, et la Fondation de l'ordre de Malte pour la recherche et la sauvegarde de son patrimoin, créée en 1986. Elle est reconnue d'utilité publique par décret du 28 octobre 2005. La Société fait partie du comité des travaux historiques et scientifiques, un institut dépendant de l'école nationale des chartes.
Les anciens présidents en sont Jean-Louis de Faucigny-Lucinge (1904-1992), ambassadeur de l'ordre souverain de Malte et président d'honneur de l'association des œuvres hospitalières françaises de l'ordre de Malte, jusqu'en 1992, puis Géraud Michel de Pierredon (1916-2006), bailli profès de l'ordre souverain de Malte, jusqu'en 2006.

## Mission
Son but est d'aider la recherche sur l'Ordre depuis sa création comme ordre de Saint-Jean de Jérusalem jusqu'à aujourd'hui avec l'ordre souverain de Malte. Elle veut aussi favoriser la mise en valeur de son patrimoine. Cela peut se concrétiser par des subventions pour des publications, par l'acquisition de livres, ou d'objets ayant trait à l'Ordre, pour permettre la constitution d'un musée et d'une bibliothèque, ceci n'étant pas limitatif. Elle édite un bulletin, Bulletin de la Société de l'Histoire et du Patrimoine de l'Ordre de Malte dans lequel paraissent des articles de haute tenue (voir comité scientifique). Comme c'est une association reconnue d'utilité publique par décret du 28 octobre 2005, elle peut recevoir des legs, et des donations.

## Conseil d'administration
En 2024, le président est Jean-Bernard de Vaivre, membre correspondant de l'académie des inscriptions et belles-lettres, diplomate, historien médiéviste spécialiste de l'héraldique et de la sigillographie.
Les membres du bureau sont :
- Gabor Mester de Parajd, architecte en chef des Monuments historiques, correspondant de l'académie d'architecture, vice-président ;
- Laurent Vissière, archiviste-paléographe, membre de l'institut universitaire de France, vice-président et trésorier ;
- Jean-Vincent Jourd'heuil, secrétaire du bureau ;
- Alain Beltjens, historien ;
- Alain Blondy, historien et professeur émérite ;
- Anne Brogini,  historienne et professeure d'université ;
- Michel Bur, historien médiéviste, archéologue et professeur émérite ;
- Damien Carraz, historien et professeur d'université ;
- Patrick Demouy, historien et professeur d'université ;
- Jean-Loup Lemaitre, directeur d'études émérite ;
- Jean Mesqui, ingénieur et castellologue ;
- Marie-Adélaïde Nielen, conservateur en chef des archives nationales, département du Moyen Âge et Ancien Régime ;
- Jacques Paviot, historien médiéviste ;
- Philippe Plagnieux, Historien de l'art et maître de conférences ;
- Guillaume Saint-Guillain, maître de conférence ;
- Laurent Stefanini, diplomate.

## Comité scientifique
Un comité scientifique apporte une caution aux articles édités dans le bulletin de la société :
- Jean-Pierre Babelon, membre de l'institut de France à l'académie des inscriptions et belles-lettres ;
- Alain Blondy[6], historien moderne et contemporain, enseignant-chercheur à l'Université Paris-Sorbonne, spécialiste de l'histoire de la Méditerranée, de Malte, Rhodes et des Hospitaliers ;
- Michel Bur, membre de l'Institut (Académie des inscriptions et belles-lettres qu'il a présidée en 2016) et professeur émérite à l'université Nancy II ;
- Jean Richard[5], membre de l'institut de France à l'académie des inscriptions et belles-lettres, historien médiéviste spécialiste de l'Orient latin, du royaume de Chypre et de la Bourgogne ;
- Pierre Toubert, membre de l'institut de France à l'académie des inscriptions et belles-lettres, professeur au Collège de France ;
- André Vauchez, membre de l'institut de France à l'académie des inscriptions et belles-lettres, directeur honoraire de l'école française de Rome ;
- Michel Zink, membre de l'institut de France, secrétaire perpétuel de l'académie des inscriptions et belles-lettres, professeur au Collège de France ;

### Anciens membres du comité scientifique
- Jean Favier[5], décédé, membre de l'institut de France à l'académie historien médiéviste spécialiste de l'histoire de France, de l'histoire administrative, financière et économique et en particulier de la papauté d'Avignon ;
- Alain Demurger[7], historien médiéviste, enseignant-chercheur émérite à l'Université Panthéon-Sorbonne, spécialiste de l'histoire des croisades et des ordres religieux militaires.

## Liste des dirigeants
| Identité                                         | Période | Période | Durée  |
| Identité                                         | Début   | Fin     | Durée  |
| ------------------------------------------------ | ------- | ------- | ------ |
| Jean-Louis de Faucigny-Lucinge (d) (1904 - 1992) | 1986    | 1992    | 6 ans  |
| Géraud Michel de Pierredon (1916 - 2006)         | 1992    | 2006    | 14 ans |
| Jean-Bernard de Vaivre (d) (né en 1941)          | 2006    |         |        |

## Publication
L'association publie, deux fois par an, depuis mai 1992, un bulletin qui est le seul bulletin traitant uniquement de l'histoire et du patrimoine de l'ordre de Malte reconnu par comité des travaux historiques et scientifiques.